# Moselle Open 2012
Il Moselle Open 2012 è stato un torneo di tennis giocato sul cemento indoor. È stata la 10ª edizione del torneo, che fa parte della categoria ATP World Tour 250 series nell'ambito dell'ATP World Tour 2012. Si è giocato all'Arènes de Metz di Metz in Francia, dal 15 al 23 settembre 2012.

## Partecipanti

### Teste di serie
| Nazionalità | Giocatore             | Ranking | Testa di serie* |
| ----------- | --------------------- | ------- | --------------- |
| Francia     | Jo-Wilfried Tsonga    | 7       | 1               |
| Germania    | Philipp Kohlschreiber | 18      | 2               |
| Spagna      | Marcel Granollers     | 24      | 3               |
| Germania    | Florian Mayer         | 25      | 4               |
| Italia      | Andreas Seppi         | 28      | 5               |
| Finlandia   | Jarkko Nieminen       | 39      | 6               |
| Francia     | Gaël Monfils          | 44      | 7               |
| Russia      | Nikolaj Davydenko     | 48      | 8               |

* Le teste di serie sono basate sul ranking al 10 settembre 2012.

### Altri partecipanti
I seguenti giocatori hanno ricevuto una wildcard per il tabellone principale:
- Nikolaj Davydenko
- Paul-Henri Mathieu
- Albano Olivetti

I seguenti giocatori sono passati dalle qualificazioni:

- Kenny de Schepper
- Vincent Millot
- Clément Reix
- Miša Zverev

## Campioni

### Singolare
Jo-Wilfried Tsonga ha battuto in finale  Andreas Seppi per 6-1, 6-2.
- È il secondo titolo del 2012, il nono in carriera.

### Doppio
Nicolas Mahut /  Édouard Roger-Vasselin hanno sconfitto in finale  Johan Brunström /  Frederik Nielsen per 7–6(3), 6-4.